# پروانه خون‌آلود
پروانه خون‌آلود (انگلیسی: The Bloodstained Butterfly) با عنوانِ اصلیِ پروانه‌ای با بال‌های خونین (ایتالیایی: Una farfalla con le ali insanguinate)، یک فیلم جالو به کارگردانی دوچو تساری است که در سال ۱۹۷۱ منتشر شد.

## بازیگران
- هلموت برگر
- جانکارلو اسپراجا
- ایدا گالی
- سیلوانو ترانکوئیلی
- کارول آندره
- لورلا دِ لوکا
- گونتر اشتول
- ولفگانگ پرایس
- دانا گیا